# Нева (станція)
Нева — товарна залізнична станція в Невському районі Санкт-Петербурга. Була офіційно відкрита в 1932 році.

## Історія
У 1920-х роках від станції Ржевка через станцію Заневський Пост була прокладена залізнична лінія до ГЕС-5 (нині Правобережна ТЕЦ). Це було необхідно для підвезення торфу з ближніх розробок в районі селища Рахья.
Навколо було утворено селище, яке мало назву Станція Нева. У 1925 році нинішня Народна вулиця отримала назву дорога на станцію Нева. Крім того, станція дала назвою шляхопроводу «Нева», відкритого над станцією в 1981 році.
Від станції відходять декілька під'їзних колій, зокрема на завод «Севкабель» і Правобережну ТЕЦ. З прокладанням нової магістральної лінії від Санкт-Петербург-Ладозький лінія на станцію Нева прокладено від нової технічної станції Заневський Пост-2.